# Christian Engelmann (Schauspieler)
Christian Engelmann (* 15. Mai 1944 in Wernigerode) ist ein deutscher Schauspieler und Aufnahmeleiter.

## Filmografie (Auswahl)
- 1969: Helga und die Männer – Die sexuelle Revolution
- 1970: Hurra, ein toller Onkel wird Papa
- 1970: Der Pfarrer von St. Pauli
- 1971: Erotik im Beruf – Was jeder Personalchef gern verschweigt
- 1975: Der Kommissar: Der Tod des Apothekers
- 1976: Derrick: Auf eigene Faust